# Esther Farfán
Esther Oldham Farfán es una actriz y modelo colombiana que desarrolló su carrera principalmente en la década de 1970.

## Carrera

### Inicios y viaje a Europa
Farfán inició una carrera de salud ocupacional en la Universidad Nacional de Colombia a finales de la década de 1960. Paralelamente realizaba algunas campañas publicitarias como modelo, pero en Colombia el modelaje en esa época no era un negocio fructífero. Alenatada por consejos de algunos amigos, Farfán se trasladó hasta Europa para tratar de impulsar su carrera.
En Londres conoció al famoso estilista y empresario Vidal Sassoon, quien la ayudó a afinazar su imagen en el Viejo Continente. Antes de asistir a una reunión laboral con Pierre Cardin en París, Farfán fue invitada por Sassoon a una obra de teatro sobre la banda The Beatles en Chelsea. Allí conoció a Andrew Loog Oldham, primer productor de los Rolling Stones y figura clave en la consagración del grupo británico, con quién se casó a principios de los años 1980s.

### Regreso a Colombia y carrera cinematográfica
Luego de su experiencia europea, Farfán decidió regresar a su país natal para aparecer en algunos cortometrajes, más precisamente Amazonas para dos aventureros (1974) y Esposos en vacaciones (1977). En la primera de estas producciones, Farfán interpretó el papel de una indígena y realizó varias escenas de desnudos, convirtiéndose en una de las pioneras en este sentido en la historia del cine colombiano.
Farfán participó en el Festival de Cine de Cartagena de 1977 y allí se encontró nuevamente con Loog Oldham, quien se trasladó desde Londres para encontrarse nuevamente con la actriz. Se casaron a finales de ese año y se mudaron a la ciudad de Nueva York. Allí, Farfán continuó con su carrera, vinculándose al grupo La Factoría del artista Andy Warhol y apareciendo en la película de culto Cocaine Cowboys en 1979. Tras pasar algunos años en los Estados Unidos, en los que la actriz participó en otras producciones para cine y televisión, la pareja decidió radicarse en la ciudad de Bogotá en 1984. A partir de ese momento, Farfán decidió retirarse de los medios para dedicarse completamente a su familia.

## Filmografía destacada
- 1979 - Cocaine Cowboys
- 1979 - Hair
- 1978 - El griego de oro
- 1977 - Esposos en vacaciones
- 1976 - Dawnbreakers (corto)
- 1976 - Una mujer de la vida
- 1974 - Amazonas para dos aventureros